# Megavisión Salvador
Megavisión Salvador est un groupe de chaîne de télévision salvadorienne.

## Chaînes
- Megavisión Canal 19
- Megavisión Canal 21